# 24: Redemption
24: Redemption ist ein US-amerikanischer Fernsehfilm, der 2008 im Rahmen der Fernsehserie 24 entstand und von Jon Cassar inszeniert wurde. Der Film handelt von einem Putschversuch in dem fiktiven afrikanischen Staat Sangala. Die den Putsch verübenden Rebellen werden durch eine verdeckte Organisation in der US-Regierung mit Waffen unterstützt. Der untergetauchte Ex-CTU-Agent Jack Bauer hilft einer Gruppe von Waisenkindern bei der Flucht vor den Rebellen bis zur US-Botschaft.
Der Film wurde mehr als ein Dutzend Mal für Film- und Fernsehpreise nominiert, darunter für den Emmy und den Golden Globe.

## Handlung
Bei Redemption handelt es sich um ein Prequel zur siebten Staffel von 24. Wie die Episoden der Serie wird auch Redemption in Echtzeit erzählt, die Handlung spielt – gefolgt von einem etwa drei Minuten langen, nicht in Echtzeit spielenden Vorspann – zwischen 15 und 17 Uhr derjenigen Zeitzone, in der sich Sangala befindet, einer der Hauptschauplätze, bei dem es sich um einen fiktiven afrikanischen Staat handelt. Der andere Hauptschauplatz ist Washington, D.C., wo an diesem Tag die Amtsübergabe des US-Präsidenten Noah Daniels an seine Nachfolgerin Allison Taylor stattfindet.
Nach den Ereignissen des sechsten Tages hat sich Jack Bauer nach Sangala zurückgezogen. Er hat sich seinem alten Freund und Mentor Carl Benton angeschlossen, der eine internationale Schule in Sangala leitet. Jack Bauer, der dort missionarische Hilfe leistet, soll sich für seine auch von Folter geprägten Verhörmethoden vor einem Gremium in den USA verantworten. Mehrere diesbezügliche Vorladungen lässt Jack unbeachtet, da er nicht zurück will und der Meinung ist, schon längst genügend gebüßt zu haben.
Der die sangalesische Volksbefreiungsfront anführende General Juma lässt durch seinen Gefolgsmann Colonel Ike Dubaku für seine Armee Kindersoldaten rekrutieren. Deswegen will Dubaku auch die Kinder der internationalen Schule einziehen. Dazu schickt Dubaku ein von seinem Bruder Youssou angeführtes Sturmkommando zu der Schule. Jedoch können Bauer und Benton die Kinder rechtzeitig verstecken. Bauer wird dabei von dem Kommando gefangen genommen, durch Youssou gefoltert und kurz darauf durch Benton befreit, wobei Youssou und seine Komplizen zu Tode kommen.
Der sangalesische Premierminister Matobo informiert das Weiße Haus über den bevorstehenden, von Juma beabsichtigten Putsch gegen seine Regierung. Allison Taylor will deswegen Matobos Regierung US-amerikanisches Militär zur Hilfe schicken, was ihr ihr noch amtierender Vorgänger Noah Daniels aber verweigert. Daniels lässt deshalb alle US-Angehörigen aus Sangala abziehen und die dortige US-Botschaft evakuieren.
Juma besitzt moderne Waffensysteme, die ihm Jonas Hodges, ein US-Geschäftsmann, beschafft hat. Damit der Waffenhandel über Abu Dhabi und Eritrea nicht zurückverfolgt werden kann, wird der Amerikaner Chris Whitley von dem durch Hodges instrumentalisierten Politiker Nichols damit beauftragt, die Aufzeichnungen zu vernichten. Chris trifft sich kurze Zeit später mit Allison Taylors Sohn Roger und berichtet ihm, dass er von Nichols vor drei Monaten beauftragt wurde, Firmengelder auf Offshorekonten zu transferieren. Er stellt fest, dass eines der Konten einem Terrorverdächtigen gehört, und will Hilfe bei Rogers Mutter suchen. Als er aus mitgenommenen Dateien zu Hause die Beweise für seine Behauptungen sicherstellen will, wird er von Hodges’ Handlangern Halcott und Quinn gefangen genommen und pharmakologisch gefoltert.
Jack und Benton fliehen mit den Schülern in Richtung US-Botschaft. Auf dem Weg dorthin steigt Benton auf eine russische Tretmine, die Jack mangels Zeit nicht entschärfen kann. Benton lässt die Tretmine erst auslösen, nachdem Jack mit den Waisenkindern weitergezogen ist, und kann dadurch die von Dubaku geführten Verfolger aufhalten. Damit die Waisenkinder von der amerikanischen Botschaft aufgenommen werden können, muss sich Jack in Gewahrsam nehmen lassen. Parallel dazu, kurz vor 17 Uhr, erfolgt Allison Taylors öffentliche Amtseinführung. Gleichzeitig zementieren Quinn und Halcott die blutige Leiche Whitleys ein. Hodges befiehlt dem Secret-Service-Agenten Vossler, Roger Taylor zu observieren.

## Produktion

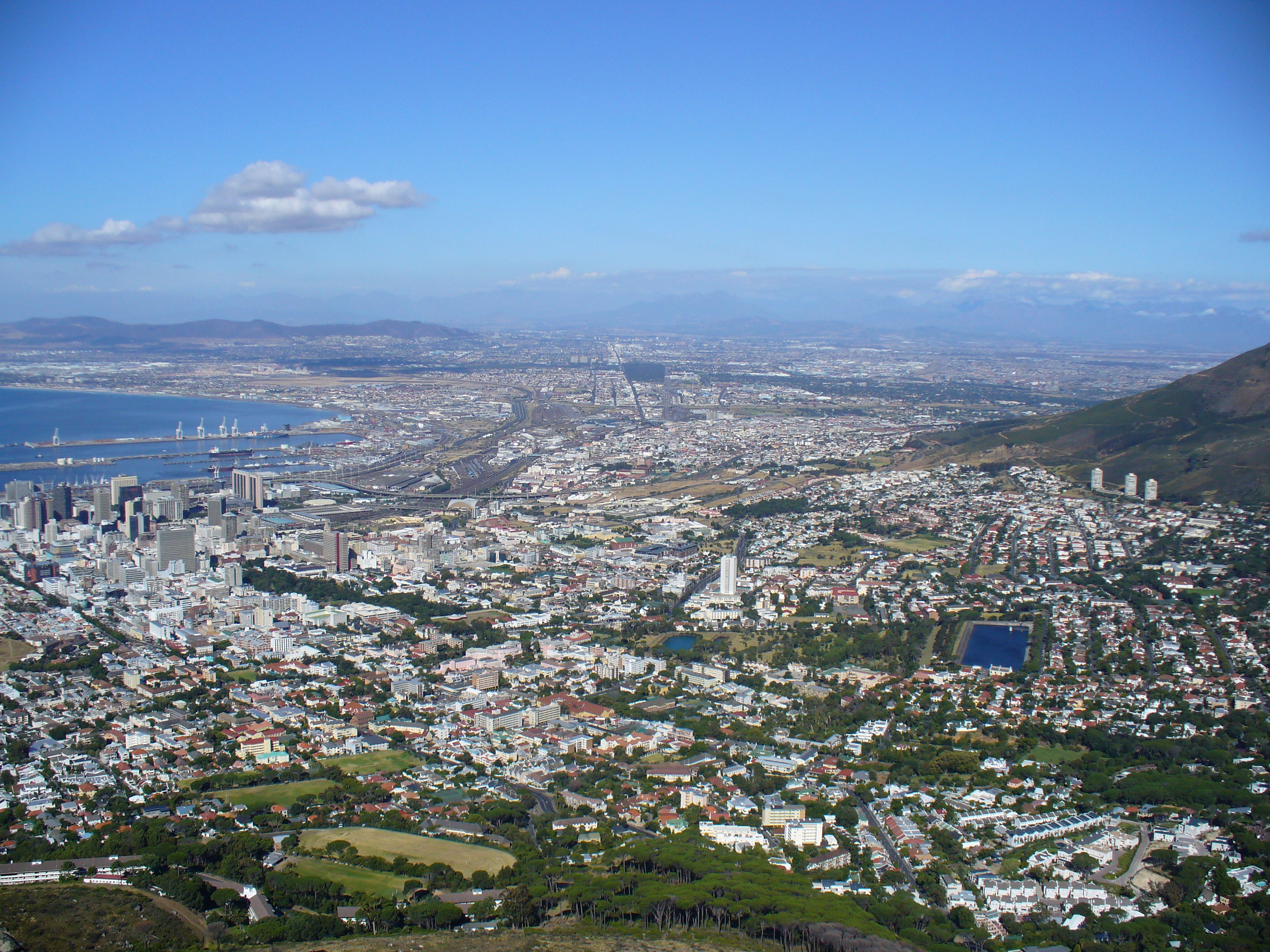
Ein großer Teil des Films wurde in und um Kapstadt gedreht

Wegen eines Streiks der Gewerkschaft der Drehbuchautoren Ende 2007 verspätete sich die siebte Staffel der Serie um ein Jahr (siehe Hauptartikel: Staffel 7). Um die entstandene Ausstrahlungslücke zwischen den Staffeln zu überbrücken, wurde mit Redemption 2008 ein Fernsehfilm gedreht. Für den Film wurden verschiedene Szenen direkt in und um Kapstadt gedreht.

## Besetzung und Synchronsprecher
Der Film führte Charaktere für die nachfolgende siebte Staffel ein, darunter auch eine neue US-Präsidentin.
| Rollenname     | Schauspieler      | Synchronsprecher | Rolle                                    |
| -------------- | ----------------- | ---------------- | ---------------------------------------- |
| Jack Bauer     | Kiefer Sutherland | Tobias Meister   | US-Geheimagent a. D.                     |
| Ethan Kanin    | Bob Gunton        | Joachim Pukaß    | US-Verteidigungsminister                 |
| Allison Taylor | Cherry Jones      | Marianne Groß    | US-Senatorin, designierte US-Präsidentin |
| Henry Taylor   | Colm Feore        | Udo Schenk       | Ehemann von Allison Taylor               |

| Rollenname     | Schauspieler         | Synchronsprecher         | Rolle                                                         |
| -------------- | -------------------- | ------------------------ | ------------------------------------------------------------- |
| Tom Lennox     | Peter MacNicol       | Olaf Reichmann           | Stabschef des Weißen Hauses                                   |
| Frank Tramell  | Gil Bellows          | Charles Rettinghaus      | Mitarbeiter der US-Botschaft in Sangala                       |
| Noah Daniels   | Powers Boothe        | Hans-Werner Bussinger    | US-Präsident                                                  |
| Carl Benton    | Robert Carlyle       | Torsten Michaelis        | Leiter der internationalen Schule „Okawango“                  |
| Ike Dubaku     | Hakeem Kae-Kazim     | Thomas Wolff             | Colonel bei der sangalesischen Volksbefreiungsarmee           |
| Edward Vossler | Mark Kiely           | Wolfgang Wagner          | Secret-Service-Agent                                          |
| Chris Whitley  | Kris Lemche          | Nicolás Artajo           | Mitarbeiter eines Finanzunternehmens, Freund von Roger Taylor |
| Roger Taylor   | Eric Lively          | Udo Schenk               | Sohn von Allison und Henry Taylor                             |
| Samantha Roth  | Carly Pope           | Isabelle Schmidt         | Lebensgefährtin von Roger Taylor                              |
| Benjamin Juma  | Tony Todd            | Engelbert von Nordhausen | General und Anführer der sangalesischen Volksbefreiungsarmee  |
| Jonas Hodges   | Jon Voight           | Lutz Riedel              | US-Geschäftsmann                                              |
| Charles Solenz | Sean Cameron Michael | Andreas Hosang           | UN-Mitarbeiter in Sangala                                     |
| Ule Matobo     | Isaach De Bankolé    | Helmut Gauß              | Sangalesischer Präsident                                      |

## Veröffentlichung
Der Film wurde am 23. November 2008 in den USA erstausgestrahlt und zwei Tage später – zusammen mit einer etwa 13 Minuten längeren Fassung – auf DVD veröffentlicht.

## Rezeption

### Kritik
Die New York Times lobte die Actionszenen im Vergleich zu den sonstigen Szenen. Die Review-Webseite DVD Talk urteilte, dass der Film eine „spürbare Verbesserung“ gegenüber der „langweiligen“ sechsten Staffel biete und zumindest beim ersten Anschauen „fesselnd und unterhaltsam“ sei. TV Highlights meinte, dass der Film „sehr schön“ zeige, dass 24 auch im Filmformat funktioniere. Das Lexikon des internationalen Films beurteilte den Film als „spannende Unterhaltung als Zwitter zwischen TV-Movie und solide, aber unterproduziertem Kinofilm.“

### Auszeichnungen und Nominierungen
Der Film wurde im Rahmen der Emmy-Awards 2009 in fünf Kategorien für einen Emmy nominiert: für den besten Hauptdarsteller (Kiefer Sutherland), die Musikkomposition, den Bildschnitt, den Tonschnitt und die Tonmischung. Von den American Cinema Editors wurde der Film mit einem Eddie Award als bester Spielfilm prämiert. Weitere Nominierungen, hauptsächlich als besten Fernsehfilm, gab es bei den NAACP Image Awards, den Satellite Awards und den Saturn Awards. Sutherland wurde als bester Hauptdarsteller für einen Golden Globe Award und einen Screen Actors Guild Award nominiert.